# Thomas Blackshear

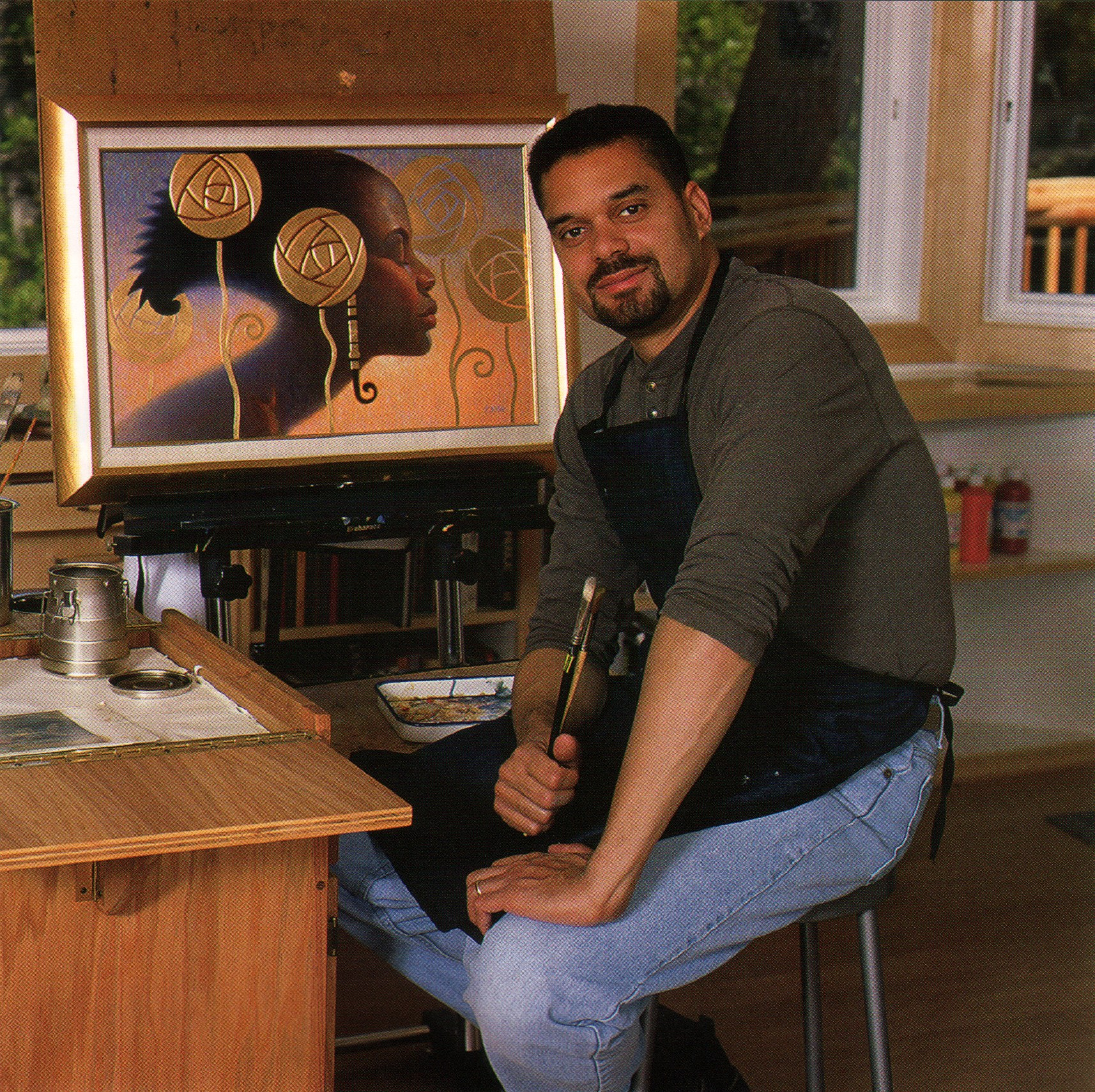

Thomas Richman Blackshear II (Waco, Texas, 14 de noviembre de 1955) es un artista afroamericano. Muchas de sus pinturas adornan iglesias evangélicas. También es escultor y diseñador de ornamentos, sus obras tocan frecuentemente temas afroamericanos.
Blackshear diseñó ilustraciones para numerosos sellos postales emitidos por el Servicio Postal de los Estados Unidos (USPS), incluyendo cuatro dentro de la serie de estampillas llamada Patrimonio Negro:
- Jean Baptiste Point du Sable, Catálogo Scott # 2249, emitido el 20 de febrero de 1987
- James W. Johnson, Catálogo Scott # 2371, emitido el 2 de febrero de 1988
- Asa Philip Randolph, Catálogo Scott # 2402, emitido el 3 de febrero de 1989
- Ida B. Wells, Catálogo Scott # 2442, emitido el 1 de febrero de 1990

Una exposición itinerante de sus obras Patrimonio Negro se estrenó en 1992 en el Museo Nacional de Historia Americana perteneciente al Instituto Smithsoniano.
Otros sellos postales de Estados Unidos con ilustraciones de Blackshear incluyen retratos de Joe Louis, Jelly Roll Morton y Thelonious Monk para la serie de Jazz, e ilustraciones para sellos postales conmemorando a James Cagney, El mago de Oz, Lo que el viento se llevó, Beau Geste y La diligencia para la serie Películas Clásicas de Hollywood, así como varias estampillas para la serie Películas Clásicas de Monstruos. Él también ilustró el libro del USPS llamado I Have A Dream: A Collection of Black Americans on U.S. Postage Stamps (1991).